# Бойко, Алла Никитична
Алла Никитична Бойко (род. 10 октября 1939, село Удовиченки Зеньковского района Полтавской области) — советский и украинский педагог. Член-корреспондент Академии педагогических наук Украины (1995), доктор педагогических наук (1991), профессор (1992). Заслуженный деятель науки и техники Украины (2000).

## Биография
В 1962 году окончила Полтавский педагогический институт. В 1962—1965 годах работала в школе, в 1965—1972 годах — первым секретарем Полтавского райкома комсомола, в 1972—1976 годах — директором Полтавского областного института повышения квалификации учителей.
С 1979 года работает в Полтавском педагогическом институте (ныне Полтавский национальный педагогический университет имени Владимира Короленко). С 1990 года — заведующий кафедрой педагогики, с 1997 года — проректор по научной работе.
20 декабря 1995 года избрана членом-корреспондентом Академии педагогических наук Украины (отделение теории и истории педагогики).
С 1998 года — вице-президент Всеукраинской ассоциации имени Антона Макаренко.

## Награды и отличия
- В 2010 году отмечена орденом княгини Ольги третьей степени[3].
- Заслуженный деятель науки и техники Украины
- Медаль АПН СССР «А. С. Макаренко»
- Медаль «Трудовая слава» Международного академического рейтинга «Золотая фортуна»
- Медаль «Г. Г. Ващенко» Всеукраинского педагогического общества имени Г. Г. Ващенко

## Основные труды
Исследует проблемы формирования гуманных педагогически целесообразных отношений учителя и учащихся. Автор около 500 научных трудов, более 40 единоличных и коллективных монографических исследований по педагогике и истории педагогики. Основатель научной школы, к которой входят около 50 подготовленных им кандидатов и докторов наук..
- Оновлена парадигма виховання: шляхи реалізації (підготовка вчителя до формування виховуючих відносини з учнями) : навчально-методичний посібник для вчителів шкіл, викладачів, студентів педагогічних навчальних закладів / А. М. Бойко ; М-во освіти України, Ін-т змісту і метод. навч. — Київ : ІЗМН, 1996. — 232 с. ; 20 см. — ISBN 5-7763-9209-8
- Український рушник [Текст] : засіб національного виховання і витвір народного декоративно-ужиткового мистецтва (на прикладі полтавського вишиваного рушника): Навч.-метод.посібник / Алла Микитівна Бойко, Валентина Петрівна. Титаренко. — Полтава : Верстка, 1998. — 70 с. ; 28 см. — ISBN 966-95300-5-9
- Григорій Ващенко : альтернатива поглядів і оцінок : навчальний посібник / А. М. Бойко ; М-во освіти України, Ін-т змісту і метод. навч. — К. : [б. и.], 1998. — 236 с.
- Індивідуальні тьюторські завдання для самостійної роботи студентів II—V курсів (інтегрований курс теорії та історії педагогіки) : 500 тьюторських завдань і запитань : понад: 300 тестів (діагностичних, навч., контр.) / Бойко А. М. — [вид. 2-ге, збагачене й систематизов.]. — Київ : КНТ ; Полтава : ПНПУ, 2010. — 399 с. — Бібліогр.: с. 390—397. — ISBN 978-966-8892-31-8
- Виховання людини: нове і вічне : методолого-теорет. і практ. коментар / Алла Бойко. — Полтава : Техсервіс, 2006. — 566 с. — Бібліогр. у кінці розд. — ISBN 966-8892-15-1

## Семья
Муж: Николай Бойко (1936—2019) — украинский ученый, историк, доктор исторических наук (1990), профессор (1991).
Дочь: Наталья Демьяненко (род. 1963) — украинский ученый, педагог, доктор педагогических наук (2000), профессор (2002), заведующий кафедрой Национального педагогического университета имени М. П. Драгоманова.